# Džóhacu

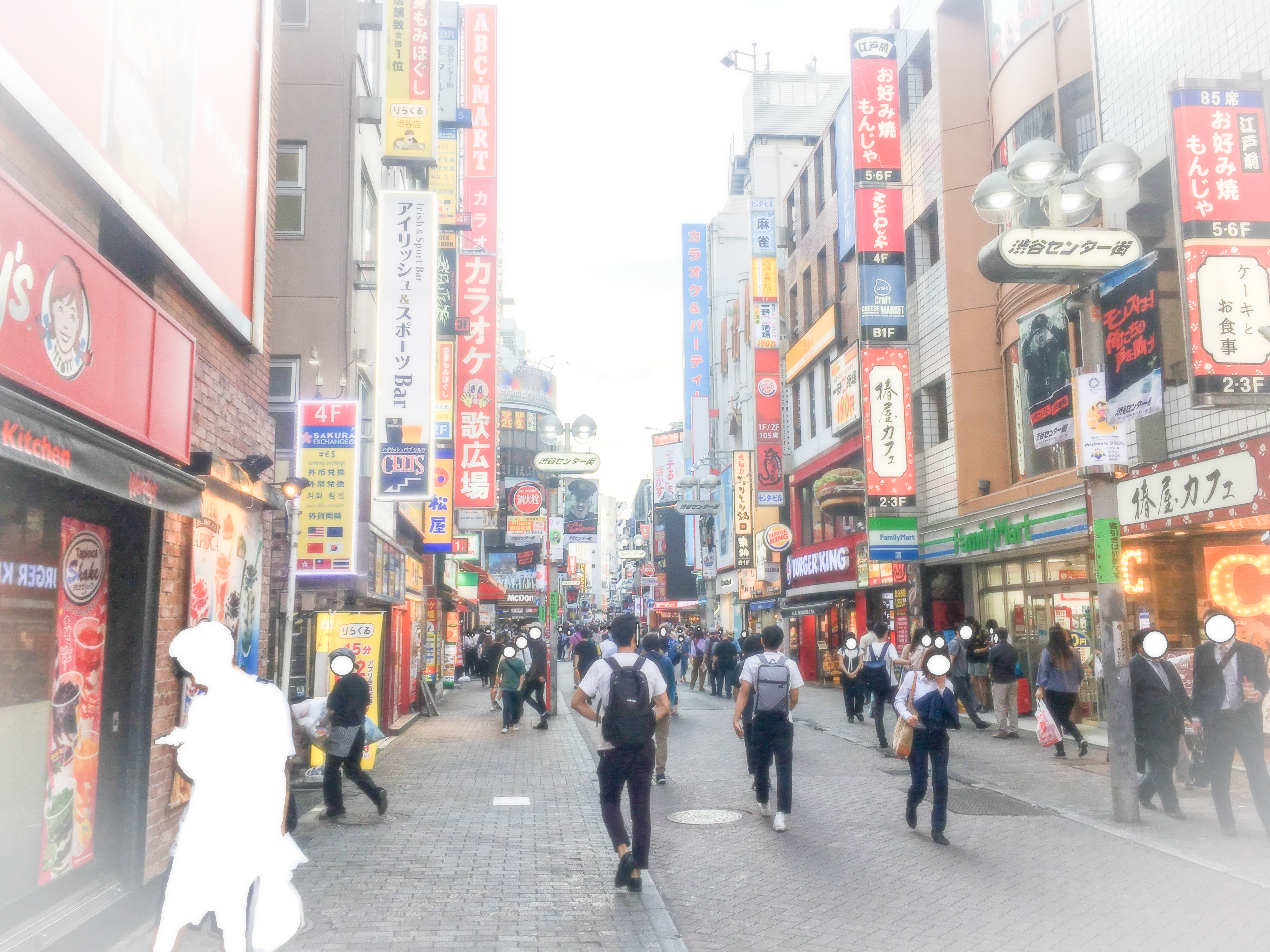
Lidé v Japonsku často mizí, aby se vyhnuli společenské hanbě

Džóhacu (japonsky: 蒸発) v překladu „ten, který se vypařil” je japonské označení fenoménu mizejících lidí, kteří se záměrně rozhodli opustit svůj dosavadní život a zmizet v anonymitě. Důvodem může být cokoli. Nejčastěji jde o pocit selhání např. kvůli výpovědi v práci, propadnutí u zkoušek, dluhům, drogám, rozpadu manželství atd. S fenoménem se lze setkat po celém světě – např. v USA, Velké Británii a Německu, ale častěji je převládající v Japonsku, kvůli určitým kulturním faktorům.

## Pozadí
Teoretizuje se, že japonská tvrdá pracovní morálka v kombinaci s nedostatkem podpory rodiny a komunity vede k rozšíření džóhacu v Japonsku. Také skončení v zaměstnání se v Japonsku stále vnímá jako hanebné. Právě pocit hanby potencionálně může vést k sebevraždě, upracování se k smrti (karóši) nebo právě k džóhacu – zmizení. Tato volba může souviset i s rodinou, kterou tím dotyčný ušetří od vysokých nákladů spojených se sebevraždou (dluhy, poplatky za úklid).
Podobné společenské tlaky bývají teoretizovány pro výzkum prevalence hikokomori a relativně vysoké míry sebevražd.

## Historie
Termín džóhacu se začal používat v 60. letech 20. století. V té době byl užíván v případě lidí, kteří se rozhodli raději uniknout z nešťastného manželství než vydržet řízení formálního rozvodu. Pravděpodobným začátkem termínu byl filmový pseudodokument Šóheie Imamury z roku 1967, který vypráví příběh obchodníka, který nečekaně opustí práci a snoubenku a zmizí. Politoložka Hikaru Jamagiši, mluví o prvních případech ze 70. let kdy zmizelo několik mladých mužů, kteří přišli z vesnice za prací do města, kde nezvládli tvrdé pracovní podmínky. Pád japonské ekonomiky v 90. letech, zapříčinil výrazný nárůst džóhacu, kdy mnoho manažerů zvláště z řad tzv. Sarariman, ztratilo práci a/nebo narostly jejich dluhy.

## Prevalence
V Japonsku je téma džóhacu v běžné konverzaci tabu, stejně jako téma sebevražd. Je odhadováno, že každoročně v Japonsku zmizí sto tisíc lidí. Oficiální statistiky mohou uvádět výrazně podhodnocené údaje, protože všechny případy zmizení nejsou nahlášeny. V roce 2015 japonská národní policejní agentura registrovala na 82 tisíc pohřešovaných osob a 80 tisíc z nich bylo nalezeno do konce roku. V porovnání se stejným rokem bylo ve Velké Británii nahlášeno 300 tisíc zmizelých, ačkoliv Británie má jen poloviční populaci Japonska. Japonská nevýdělečná asociace na pomoc hledaných osob, která pomáhá rodinám zmizelých, odhaduje, že ročně je pohřešováno okolo 100 tisíc lidí.
V Japonsku kvůli velmi striktním právům na soukromí neexistuje databáze zmizelých osob, takže mnoho zmizelých není nalezeno. Ve většině případů džóhacu se jedná o civilní případy, a proto osobní data zmizelých nejsou dostupná. Policie se do těchto případů nevměšuje, pokud není spáchán zločin.

## Motivace
Lidé se stávají džóhacu z mnoha důvodů zahrnujících depresi, závislost, sexuální provinilost či touha po izolaci. V některých případech je důvodem útěk před domácím násilím, dluhy z gamblerství, náboženské kulty, stalking, pocit zklamání zaměstnavatele či složité rodinné situace jako je zadlužení partnera nebo nevěra. Ostuda ze ztráty zaměstnání nebo propadnutí u zkoušky může být také častou motivací proč se lidé rozhodnou zmizet. V některých případech je džóhacu způsobem jak znovu začít nový život. Když lidé zmizí, mohou opustit své obydlí, práci, rodiny, jména i vzhled.

## Pracovní odvětví
V Japonsku kvete byznys, který je postavený na pomáhání lidem, kteří se snaží zmizet. Postarají se o utajený přesun do vzdáleného místa, případně zařídí vše potřebné. Říká se jim yonige-ya, což lze volně přeložit jako „noční stěhováci”. Tito podnikatelé jsou celkem snadno dohledatelní a mívají vlastní webové stránky. Na druhou stranu si za své služby účtují poměrně vysoké částky od 50 000 jenů až po 300 000 jenů, podle různých faktorů. Ty mohou zahrnovat množství věcí, které je nutno rychle přestěhovat, podle vzdálenosti, podle toho zda se jedná o přesun v noci, zda se stěhují i děti a zda dotyčný utíká před exekutory. Někdy lidé zmizí sami, bez cizí pomoci. Byly publikovány i průvodce, pro ty kteří si přejí zmizet.
Detektivové jsou zvyklí občas najít někoho, kdo se stal džóhacu. Někdy jsou lidé nalezeni jak tráví čas v pačinko hernách či levných hotelech, jindy jsou nalezeni po spáchání sebevraždy. Častou volbou kam se schovat, bývají bývalé dělnické čtvrti. Jedním z míst kde je možné žít bez identifikace je Kamagasaki v Osace. Tyto čtvrti jsou pevně v rukou Jakuzy, protože zde provozuje práce, za které platí hotově na ruku.
Stejně jako pracovní odvětví pomáhající zmizelým, existují i agentury, které naopak pomáhají zmizelé hledat. V Japonsku je registrováno více než 5000 detektivních agentur.

## Reakce
Francouzský pár Léna Mauger a Stéphane Remael vydali reportážní knihu Zmizelí: „Vypaření lidé“ Japonska v příbězích a fotografiích, kde ukazují příběhy zmizelých, které nasbírali při jejich pětileté cestě po Japonsku.